# Раимов, Риф Мухсинович
Риф Мухси́нович Раи́мов (баш. Риф Мөхсин улы Рәимов; 30 декабря 1904, Куяново, Уфимская губерния — 15 февраля 1953, Москва) — советский башкирский историк, доктор исторических наук (1950).

## Краткая биография
Начальное образование получил в мектебе родной деревни, затем учился в медресе «Гусмания». В 1920 году окончил Первую татарскую учительскую семинарию в Уфе. В дальнейшем работал педагогом, был общественным деятелем и активистом комсомольского движения. В 1937—1941 годы — старший научный сотрудник Института истории АН СССР. С началом Великой Отечественной войны вступил в ряды народного ополчения.
В 1942—1943 годы — доцент Башкирского государственного педагогического института имени К. А. Тимирязева (ныне Уфимский университет науки и технологий), одновременно — секретарь Башкирского обкома ВКП(б).
Последние годы жил в Москве, работал в Институте истории. Умер 15 февраля 1953 года в Москве, похоронен на Введенском кладбище (13 уч.).

## Научная деятельность
В 1950 году защитил диссертацию «Образование БАССР».
Основные направления исследований: участие башкир в Отечественной войне 1812 года, Башкортостан в годы первой российской революции, образование Башкирской АССР.
Автор многих научных статей по истории и историографии Башкортостана, собиратель архивных материалов.

### Основные работы
- 1905 год в Башкирии: [революц. движение в 1905—1907 гг.] / Отв. ред. А. Л. Сидоров. — М. : Изд-во АН СССР, 1941.
- Башкирский народ в Отечественной войне 1812 года. — Уфа : Башгосиздат, 1943.
- 1812 йылғы Ватан һуғышында башҡорт халҡы. — Өфө: Башҡортостан дәүләт нәшриәте, 1943.
- Образование Башкирской Автономной Советской Социалистической Республики. — М.: Изд-во АН СССР, 1952.